# Borut Pahor
Borut Pahor (* 2. listopadu 1963 Postojna) je slovinský politik, v letech 2012–2022 prezident Slovinska. V letech 2004 až 2008 byl členem Evropského parlamentu za slovinskou sociální demokracii (Socialni demokrati), která je součástí frakce Strana evropských socialistů. Od listopadu 2008 do února 2012 byl slovinským premiérem.

## Životopis
Narodil se v Postojni jako jediné dítě učitele a švadleny. Dětství prožil v Šempetru pri Gorici, kde absolvoval tamější gymnázium, na němž byl členem vedení gymnaziálního Svazu socialistické mládeže Slovinska (ZSMS). V roce 1982 nastoupil na Fakultu sociologie, politických věd a novinářství Univerzity Edvarda Kardelje v Lublani (FSPN). Ve třetím a čtvrtém ročníku vedl fakultní ZSMS a posléze se stal členem Svazu komunistů Slovinska (ZKS). Na přelomu let 1986 a 1987 neúspěšně kandidoval do vedení univerzitního ZSMS. Za svou diplomovou práci v roce 1987 obdržel Prešerenovu cenu a vedoucí jeho diplomové práce – Ernest Petrič – odhadoval Pahorův vysoký akademický potenciál, a proto Pahor v roce 1987 mohl ve studiích pokračovat v USA. V té době ale přišla nabídka Milana Kučana, díky které se stal Pahor praktikantem na Ústředním výboru ZKS (CK ZKS). V roce 1989 se Pahor stal historicky nejmladším členem CK ZKS a následně i jeho předsednictva. Jako člen CK ZKS se podílel na posledním kongresu Svazu komunistů Jugoslávie (SKJ) v lednu 1990, který slovinská delegace opustila. Již od roku 1993 byl místopředsedou Sjednocené kandidátky sociálních demokratů (ZLSD), v roce 1996 byl zvolen místopředsedou Státního shromáždění a v letech 2000 až 2004 byl jeho předsedou. Od února 1997 byl předsedou ZLSD. V roce 2004 byl zvolen poslancem Evropského parlamentu, tuto funkci opustil, když očekával kandidaturu v prezidentských volbách v roce 2007, v nichž nakonec nekandidoval, jeho strana – od roku 2005 Sociální demokraté – v roce 2008 přesvědčivě zvítězila ve volbách do Státního shromáždění a Pahor se stal premiérem.
V průběhu roku 2011 se Pahorova vládní koalice začala rozkládat, čemuž přispěla i neúspěšná referenda a nutnost realizace nepopulárních reforem, zejména důchodové. Vládu opustila v dubnu 2011 po třech měsících ve funkci ministryně bez portfeje odpovědná za místní samosprávu a regionální politiku Duša Trobec Bučan (DeSUS), v květnu 2011 pak koalici opustila i samotná strana DeSUS s odůvodněním, že není brána za rovnocenného partnera. Ve vládě ale zůstal jeden z nominantů strany – prof. dr. Roko Žarnić. Počátkem června pak vládu opustil i Gregor Golobič (Zares), ostatní ministři zastupující Zares opustili vládu na konci června 2011. Výkon ministerských funkcí uprázdněných po odchodu DeSUSu, Zaresu a Katariny Kresal (LDS), jejíž odstoupení v zásadě nesouviselo s rozkladným procesem uvnitř koalice, převzali ostatní ministři včetně samotného premiéra, jenž tak zastával také funkci ministra veřejné správy. Premiér Pahor navrhl Státnímu shromáždění 20. září 2011 jména nových ministrů, avšak hlasy poslanců Slovinské demokratické strany, Slovinské lidové strany, Slovinské národní strany, DeSUSu a šesti poslanců strany Zares nebyl návrh přijat, čímž Pahorova vláda padla.
V prosincových parlamentních volbách získala slovinská sociální demokracie jen 10,5 % hlasů. Na kongresu SD v červnu 2012 neobhájil křeslo předsedy strany, nový předseda SD – Igor Lukšič – nicméně o Pahorovi prohlásil, že tento je zrozen pro úřad prezidenta. Ve druhém kole prezidentských voleb, 2. 12. 2012, byl Borut Pahor zvolen prezidentem Slovinska, když porazil dosavadního prezidenta Danilo Türka, kterého v závěru volební kampaně podpořil také někdejší Pahorův mentor Milan Kučan.
Dne 23. prosince 2012 převzal Borut Pahor úřad prezidenta.

## Vyznamenání
- velkokříž s řetězem Řádu zásluh o Italskou republiku – Itálie, 5. května 2014[16]
- velkokříž speciální třídy Záslužného řádu Spolkové republiky Německo – Německo, 25. listopadu 2014
- velkokříž Řádu Stará planina – Bulharsko, 18. července 2016 – za vynikající služby o rozvoj a prohlubování bilaterálních vztahů mezi Bulharskem a Slovinskem[17]
- Řád svobody – Ukrajina, 8. listopadu 2016 – udělil prezident Petro Porošenko za významný přínos k rozvoji ukrajinsko-slovinských vztahů[18]
- Řád Bílého lva I. třídy s řetězem – Česko, 28. října 2017 – udělil prezident Miloš Zeman za zvláště vynikající zásluhy ve prospěch České republiky[19][20]
- Kříž uznání I. třídy – Lotyšsko, 4. června 2019 – udělil prezident Raimonds Vējonis[21]
- Řád kříže země Panny Marie I. třídy s řetězem – Estonsko, 26. srpna 2019[22]